# Yoshii Junji
Yoshii Junji (japanisch 吉井 淳二; geb. 6. März 1904 in Sueyoshi, Präfektur Kagoshima; gest. 23. November 2004) war ein japanischer Maler im westlichen, im  Yōga-Stil der Shōwa-Zeit.

## Leben und Werk
Yoshii machte 1923 seinen Abschluss an der von der Präfektur Kagoshima getragenen Mittelschule Shibushi (heute: Oberschule Shibushi). Er ging dann nach Tokio und besuchte die dortige der Kunsthochschule (Tōkyō bijutsu gakkō, Vorläufereinrichtung der Tōkyō Geijutsu Daigaku), an der er 1928 seinen Abschluss machte.
1940 wurde er ordentliches Mitglied der Künstlergruppe Nika-kai, 1961 in das Direktorium gewählt. 1965 erhielt er den Preis der Japanischen Akademie der Künste (日本芸術院賞), 1977 wurde er mit dem Orden der aufgehenden Sonne, Dritter Klasse, ausgezeichnet. 1979 wurde er Präsident der Nika-kai. 
1985 wurde er als Person mit besonderen kulturellen Verdiensten ausgezeichnet, und 1989 erhielt er den Kulturorden. Zu den weiteren Ehren gehören die Ehrenmitgliedschaft in der Société du Salon d’Automne und die Beratertätigkeit für die „Kunstausstellung Südjapan“ (南日本美術展, Minami-Nihon bijutsu-ten).
Zu seinen Werken gehören
- „Landschaft mit Bahnübergang“ (踏切風景, Fumikiri fūkei; 1927),
- „Frau mit Hut“ (帽子を被る女, Bōshi o kaburu onna; 1936),
- „Mädchen von Yaku“. (屋久の娘, Yaku no musume; 1948), gemeint ist wohl Yakushima,
- „Frauen am Strand“ (浜の女たち, Hama no onnatachi;  1963),
- „Wasser holen“ (水汲, Mizukumi; 1964),
- „Auf dem Markt“ (市場にて, Ichiba nite; 1977),
- „Failla“  (フェイラ, Feira; 1983) und
- „Ausruhen auf dem Dorf“ (村の休憩所, Mura no kyūkeijo; 1985).

Yoshiis Spätwerk zeigt eine Neigung zum fotografischen Realismus.